# Scène d'hiver avec des patineurs près d'un château
Scène d'hiver avec des patineurs près d'un château est une peinture à l'huile sur bois réalisée entre 1608 et 1609 par l'artiste néerlandais Hendrick Avercamp. 
Comme nombre d'œuvres d'Avercamp, le tableau s'inscrit dans la tradition flamande de représentation de « l'harmonie entre l'activité humaine et le cycle de la nature ». Le tableau porte la marque de l'influence du petit âge glaciaire, en particulier l'hiver froid de 1607-1608. Avercamp est le premier des peintres hollandais à se spécialiser dans les scènes de neige.
Le tableau a été acquis par la National Gallery de Londres en 1891. Lors de l'acquisition il était de forme carrée, mais lors de son nettoyage en 1983 il a été établi que l'original d'Avercamp était circulaire et que les coins ont été réalisés par un autre artiste. Le musée a supprimé les ajouts. 